# Eduardo Rodríguez Veltzé
Eduardo Rodríguez Veltzé (Cochabamba, 2 de março de 1956) é um advogado e político boliviano que atuou como presidente da Bolívia, após a crise política ocorrida no país durante o ano de 2005. Foi designado sucessor de Carlos Mesa, de acordo com a constituição bolivana, cargo que assumiu em 9 de junho de 2005 até 22 de janeiro de 2006.
Foi o último mandatário a utilizar durante todo o seu governo o termo “presidente da República da Bolívia”, pois, desde o referendo constitucional de 2009 promovido por seu sucessor, Evo Morales, a República passou por uma transição para o Estado plurinacional.

## Biografia
Eduardo Rodríguez Veltzé nasceu em 2 de março de 1956 na cidade de Cochabamba, Bolívia. Cursou o ensino médio no Colégio San Agustín em Cochabamba. Estudou Direito na Universidade Mayor de San Simón, na mesma cidade, e obteve o título de advogado em 1981. Posteriormente, obteve o grau de mestre em administração pública pela Universidade de Harvard. Em seguida, foi eleito presidente da Suprema Corte de Justiça.

### Crise dos hidrocarbonetos
Durante os levantes populares causados por reivindicações pela nacionalização dos hidrocarbonetos, o presidente Carlos Mesa foi forçado a renunciar. Após a renúncia dos presidentes do Senado, Hormando Vaca Díez, e da Câmara dos Deputados, Mario Cossío, o Congresso elegeu Rodríguez Veltzé para ocupar o cargo de presidente da República.

## Presidência (2005–2006)

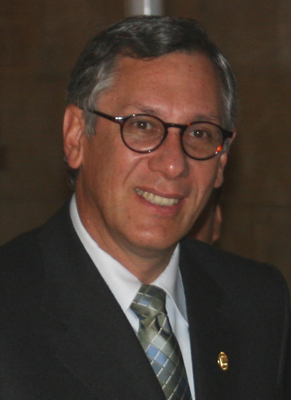
Eduardo Rodríguez Veltzé em 2005

Seu breve governo foi caracterizado por um período de calma. Durante esse tempo, estabeleceu-se um diálogo com diferentes setores sociais, evitando assim manifestações, marchas e bloqueios, que haviam forçado a renúncia de seus antecessores. Rodríguez Veltzé, de acordo com a lei, só poderia ser presidente para convocar eleições antecipadas em dezembro de 2005, que deram a vitória a Evo Morales, a quem ele entregou o poder em 22 de janeiro de 2006. Posteriormente, foi decano da Faculdade de Direito da Universidade Católica Boliviana. Atuou como embaixador da Bolívia no Reino dos Países Baixos, nomeado pelo ex-presidente Evo Morales.

#### Controvérsias
Após entregar o comando, surgiu a polêmica pela destruição de mísseis de fabricação chinesa de propriedade da Bolívia em janeiro de 2006. Seus acusadores indicam que, pouco antes do fim de seu mandato, Rodríguez autorizou que esses mísseis fossem enviados aos Estados Unidos pelo ministro da Defesa, Gonzalo Méndez. Essa situação foi criticada pelo ex-presidente venezuelano Hugo Chávez.
Por outro lado, seus defensores ocultaram que Rodríguez autorizou a destruição dos mísseis. Eles indicam que não havia nenhuma ordem assinada pela ex-autoridade. O que ficou claro é que, durante o governo de Eduardo Rodríguez, os mísseis chineses foram desativados, dentro do âmbito da resolução da OEA sobre manpads. Eles alegavam que essa controvérsia está sendo tratada politicamente pelo governo de Morales, razão pela qual Rodríguez Veltzé solicitava que o caso fosse resolvido. Ele foi acusado de traição à pátria por vários deputados ligados ao governo de Morales, citando a Lei 2445 por esse fato. No entanto, o Órgão Legislativo boliviano rejeitou sua participação nos fatos por falta de provas e iniciou-se o processo contra ex-autoridades militares e principalmente contra o então Ministro da Defesa Gonzalo Elías Méndez Gutiérrez; atualmente, o processo encontra-se em fase de investigação a cargo do Supremo Tribunal de Justiça do Estado Plurinacional da Bolívia, em sua Segunda Câmara Penal.

## Pós-presidência (2006–presente)

### Nomeação perante o Tribunal Internacional de Haia

#### Bolívia versus Chile (2013)
Em 3 de abril de 2013, foi nomeado agente da Bolívia perante o Tribunal Internacional de Justiça de Haia, por Evo Morales, para representar a Bolívia na ação contra o Chile, relativa à obrigação do Chile de negociar com a Bolívia um acesso soberano ao mar. A ação foi indeferida em todos os seus pontos pela Corte Internacional de Justiça na segunda-feira, 1º de outubro de 2018.

#### Chile versus Bolívia (2016)
Em 14 de junho de 2016, foi nomeado pela segunda vez agente da Bolívia perante a Corte Internacional de Justiça de Haia, por Morales, para representar a Bolívia na ação movida pelo Chile contra a Bolívia, pela disputa do rio Silala. Renunciou em 12 de novembro de 2019, com a posse de Jeanine Añez como presidente da Bolívia, após a renúncia de Evo Morales. Posteriormente, Rodríguez Veltzé declarou que considerava o governo de Áñez inconstitucional, que só se manteve no poder porque, na prática, conseguiu coexistir com a Assembleia Legislativa Plurinacional, na época controlada pelo Movimento ao Socialismo.

## Mídia
| (notícias)                                                                      | \| Eduardo Rodríguez Veltzé é o novo Presidente da Bolívia, 10 de Junho, 2005 \| \| O advogado Eduardo Rodríguez Veltzé assume como presidente interino da Bolívia. \| |
| Eduardo Rodríguez Veltzé é o novo Presidente da Bolívia, 10 de Junho, 2005      | |
| O advogado Eduardo Rodríguez Veltzé assume como presidente interino da Bolívia. | |